# Amphoe Manorom
Amphoe Manorom (Thai: อำเภอ มโนรมย์) ist ein Landkreis (Amphoe – Verwaltungs-Distrikt) im nordöstlichen Teil der Provinz Chai Nat. Die Provinz Chai Nat liegt im nördlichen Teil der Zentralregion von Thailand.

## Geographie
Benachbarte Distrikte (von Süden im Uhrzeigersinn): die Amphoe Mueang Chai Nat, Wat Sing der Provinz Chai Nat, Amphoe Mueang Uthai Thani der Provinz Uthai Thani sowie die Amphoe Phayuha Khiri und Takhli der Provinz Nakhon Sawan.

## Verwaltung

### Provinzverwaltung
Der Landkreis Manorom ist in sieben Tambon („Unterbezirke“ oder „Gemeinden“) eingeteilt, die sich weiter in 40 Muban („Dörfer“) unterteilen.
| Nr. | Name            | Thai      | Muban | Einw. |
| --- | --------------- | --------- | ----- | ----- |
| 01. | Khung Samphao   | คุ้งสำเภา   | 04    | 5.770 |
| 02. | Wat Khok        | วัดโคก     | 05    | 3.853 |
| 03. | Sila Dan        | ศิลาดาน    | 06    | 3.510 |
| 04. | Tha Chanuan     | ท่าฉนวน    | 10    | 6.776 |
| 05. | Hang Nam Sakhon | หางน้ำสาคร | 05    | 5.690 |
| 06. | Rai Phatthana   | ไร่พัฒนา    | 05    | 3.819 |
| 07. | U Taphao        | อู่ตะเภา    | 05    | 3.401 |

### Lokalverwaltung
Es gibt vier Kommunen mit „Kleinstadt“-Status (Thesaban Tambon) im Landkreis:
- Manorom (Thai: เทศบาลตำบลมโนรมย์) bestehend aus Teilen des Tambon Khung Samphao.
- Sila Dan (Thai: เทศบาลตำบลศิลาดาน) bestehend aus dem kompletten Tambon Sila Dan.
- Khung Samphao (Thai: เทศบาลตำบลคุ้งสำเภา) bestehend aus Teilen des Tambon Khung Samphao.
- Hang Nam Sakhon (Thai: เทศบาลตำบลหางน้ำสาคร) bestehend aus dem kompletten Tambon Hang Nam Sakhon und Teilen des Tambon U Taphao.

Außerdem gibt es vier „Tambon-Verwaltungsorganisationen“ ({lang|th|องค์การบริหารส่วนตำบล} – Tambon Administrative Organizations, TAO)
- Wat Khok (Thai: องค์การบริหารส่วนตำบลวัดโคก) bestehend aus dem kompletten Tambon Wat Khok.
- Tha Chanuan (Thai: องค์การบริหารส่วนตำบลท่าฉนวน) bestehend aus dem kompletten Tambon Tha Chanuan.
- Rai Phatthana (Thai: องค์การบริหารส่วนตำบลไร่พัฒนา) bestehend aus dem kompletten Tambon Rai Phatthana.
- U Taphao (Thai: องค์การบริหารส่วนตำบลอู่ตะเภา) bestehend aus Teilen des Tambon U Taphao.